# Ponte de Almansor
A Ponte de Almansor, também conhecida como Ponte Ferroviária de Almansor ou Ponte do Almansor, é uma antiga infra-estrutura ferroviária do Ramal de Montemor, sobre o Rio Almansor, junto a Montemor-o-Novo, no Distrito de Évora, em Portugal.
Atualmente encontra-se requalificada para tráfego pedonal, integrada numa ecopista entre a cidade de Montemor-o-Novo e a estação da Torre da Gadanha na Linha do Alentejo.

## Características
Esta estrutura, com 106 metros de extensão, cruza o Rio Almansor e a EN1071. Encontra-se abatida ao serviço ferroviário.

## História
O troço do qual esta ponte fazia parte foi inaugurado a 2 de Setembro de 1909 e encerrado à exploração em 1988.